# Galapagar
Galapagar – miejscowość w Hiszpanii,  położona w północno-wschodniej części Madrytu (autonomicznego regionu), około 33 km od stolicy kraju.
Pochowany jest tu hiszpański pisarz Jacinto Benavente, który zdobył Nagrodę Nobla w dziedzinie literatury w 1922 r. Brytyjski pisarz Malcolm Brocklehurst mieszkał w wiosce w latach 1982–1983.

Galapagar na planie autonomicznego regionu Madryt